# Ohmella baetica
Ohmella baetica là một loài côn trùng trong họ Raphidiidae thuộc bộ Raphidioptera. Loài này được Rambur miêu tả năm 1842.